# Pitó d'Abdera
Pitó d'Abdera (en llatí Python, en grec antic Πύθων fou un dels dirigents de la ciutat d'Abdera.
Va entregar la ciutat a Èumenes II de Pèrgam en un acte de traïció. Una vegada ho va haver fet, va tenir seriosos remordiments potser per no obtenir el resultat esperat, i finalment el fet va ser indirectament la causa de la seva mort.